# Intragna, Piemonte
Intragna är en ort och kommun i provinsen Verbano Cusio Ossola i regionen Piemonte i Italien. Kommunen hade 108 invånare (2018).